# Gloria Fuertes

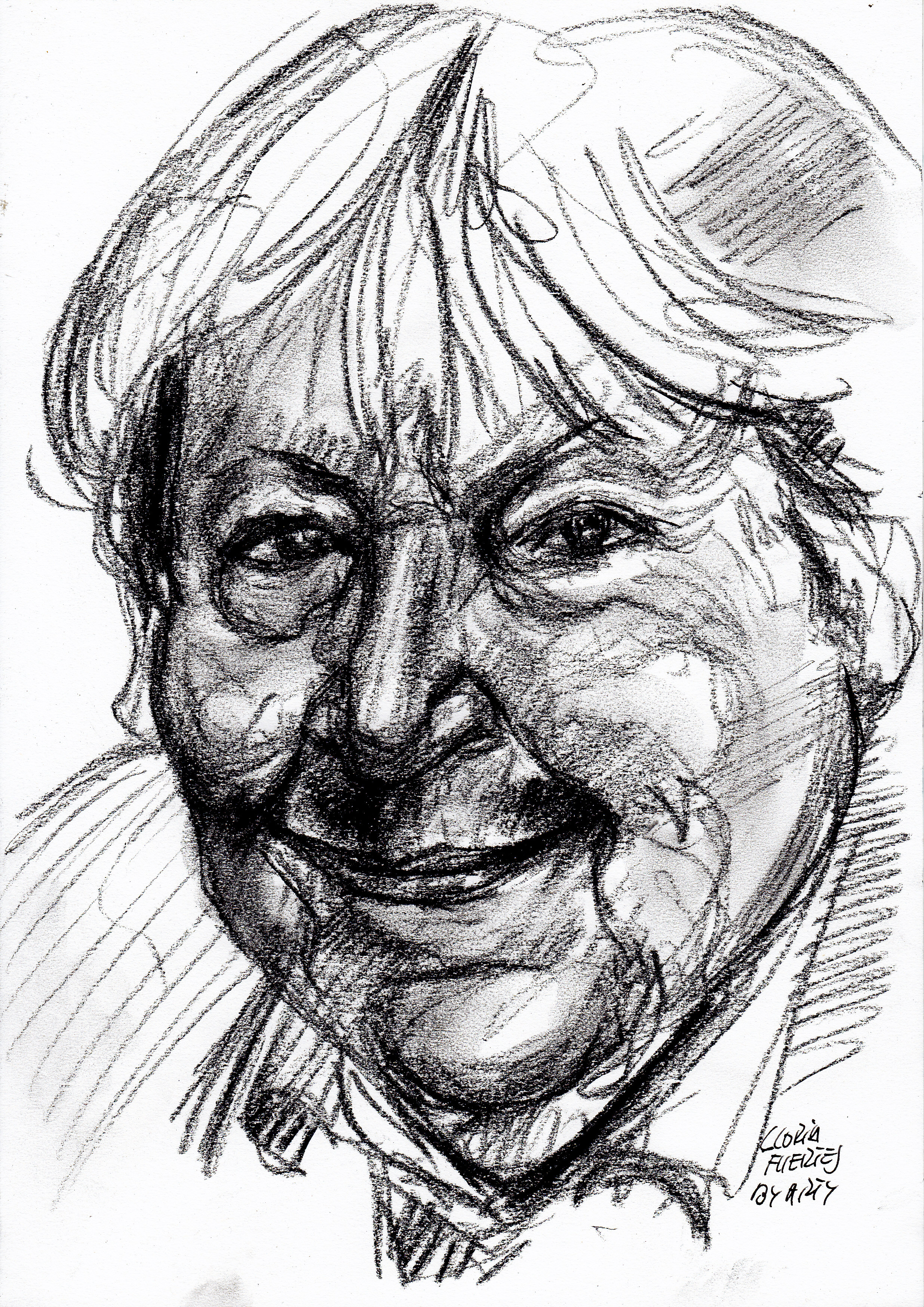
Gloria Fuertes, Zeichnung von Arturo Espinosa, 2013

Gloria Fuertes García (* 28. Juli 1917 in Madrid; † 27. November 1998 ebenda) war eine spanische Dichterin, die der literarischen Bewegung der Generación del 50 angehörte, die geboren in den 1920er Jahren auf die erste Nachkriegsgeneration folgte. Ihr poetisches Werk wurde in Spanien ab den 1970er Jahren durch ihre Beiträge zu Kinder- und Jugendsendungen des spanischen Fernsehens, wie Un globo, dos globos, tres globos und La cometa blanca bekannt. In ihrer Lyrik setzte sie sich für Feminismus, Pazifismus und Umweltschutz ein.

## Leben
Gloria Fuertes wurde im Madrider Stadtteil Lavapiés geboren. Ihr Vater war Hausmeister und ihre Mutter Näherin und Hausangestellte. Sie besuchte das Instituto de Educación Profesional de la Mujer und erwarb Abschlüsse in Stenografie, Schreibmaschinenschreiben, Hygiene und Kinderbetreuung. Ihr Interesse an Literatur begann in jungen Jahren und sie schrieb und zeichnete eigene Geschichten. Dieses Interesse hielt sie trotz des fehlenden Verständnisses ihrer Familie aufrecht, wie sie selbst schreibt:

„Cuando mi madre me veía con un libro, me pegaba. Nadie de mi familia me dijo nunca „escribe, hija, escribe, que lo haces bien…“. Nadie. No tengo nada que agradecer a mi familia. Pero cuando se quiere una cosa, aunque tu familia no te ayude, se consigue. Si vales de verdad y quieres algo con todas tus ganas, sales adelante seguro.“

„Als meine Mutter mich mit einem Buch sah, schlug sie mich. Niemand in meiner Familie hat je zu mir gesagt: "Schreib, Mädchen, schreib, du machst das gut…". Keiner. Ich habe meiner Familie nichts zu verdanken. Aber wenn du etwas willst, bekommst du es auch wenn deine Familie dir nicht hilft. Wenn Sie es sich wirklich wert sind und etwas von ganzem Herzen wollen, werden Sie es auch schaffen.“

1932, im Alter von vierzehn Jahren, wurde ihr erstes Gedicht veröffentlicht: Niñez, Juventud, Vejez. 1934, als ihre Mutter starb, begann Fuertes bei einem Metallverarbeitungsunternehmen zu arbeiten, wo sie ihre Buchhaltungsaufgaben mit dem Schreiben von Gedichten verband. Ein Jahr später, im Jahr 1935, veröffentlichte sie ihre ersten Verse in einer Kinderzeitschrift und gab ihren ersten Gedichtvortrag im Radio Madrid. Die in dieser Zeit entstandenen Gedichte wurden 1950 unter dem Titel Islas Ignorada veröffentlicht.
Bis 1958 arbeitete sie als Büroangestellte, eine Tätigkeit, die sie von 1939 bis 1953 mit der Arbeit als Redakteurin der Kinderzeitschrift Maravillas verband, in der sie wöchentlich Geschichten, Comics und Gedichte für Kinder veröffentlichte. Bei ihrer Arbeit als Redakteurin lernte sie 1942 den Dichter Carlos Edmundo de Ory kennen – einen der Begründer des Postismo („Postsurrealismus“) der unmittelbaren Nachkriegszeit –, der ein Sonett an die Zeitschrift schickte, das Fuertes zu veröffentlichen beschloss; aus diesem Kontakt entwickelte sich eine enge Freundschaft.
Zwischen 1940 und 1945 wurden mehrere ihrer Kinderstücke und szenischen Gedichte in verschiedenen Theatern in Madrid aufgeführt.  Zwischen 1940 und 1953 begann sie auch, an weiteren Kinderzeitschriften mitzuarbeiten, Pelayos, Chicos, Chicas: la revista de los 17 años, Chiquitito sowie weiter an den Kinderbeilagen der Publikationen Flechas y Pelayos und Arriba der Franko-Partei, für die sie die bei Kindern sehr beliebten Cartoons von Coletas und Pelines, einem neunjährigen Mädchen bzw. einem sechsjährigen Jungen, veröffentlichte. 1949 veröffentlichte sie das Buch Canciones para niños und 1950 Pirulí (Versos para párvulos) und organisierte die erste fahrende Kinderbibliothek (Biblioteca Infantil ambulante) in kleinen Dörfern.
Parallel zu ihrem Engagement für die Kinderliteratur gründete sie 1951 zusammen mit María Dolores de Pablos und Adelaida Las Santas die Frauengruppe Versos con faldas, die zwei Jahre lang regelmäßig Lesungen und Vorträge in Madrider Cafés und Bars veranstaltete. Sie war auch für Zeitschriften für Erwachsene wie Rumbos, Poesía Española und El Pájaro de Paja tätig. Bereits 1950 war sie zusammen mit Antonio Gala, Julio Mariscal und Rafael Mir an der Gründung der Lyrikzeitschrift Arquero beteiligt, die sie bis 1954 herausgab.
1952 wurde ihr Theaterstück in Versen, Prometeo, das mit dem Premios Valle Inclán de Teatro ausgezeichnet wurde, am Theater des Instituto de Cultura Hispánica uraufgeführt.
Von 1955 bis 1960 studierte sie Bibliothekswissenschaft und Englisch am Instituto Internacional de Madrid, einem US-amerikanischen Kulturinstitut, wo sie die Hispanistin Phyllis Turnbull kennenlernte, mit der sie fünfzehn Jahre lang eine Beziehung hatte. Sie arbeitete von 1958 bis 1961 im Instituto Internacional als Bibliothekarin, als sie ein Fulbright-Stipendium für die Vereinigten Staaten erhielt, um an der Bucknell University spanische Literatur zu unterrichten, was, wie sie sagte, das erste Mal war, dass sie jemals eine Universität betrat. Anschließend lehrte sie am Mary Baldwin College und am Bryn Mawr College, bis sie 1963 nach Spanien zurückkehrte. Nach der Rückkehr aus den Vereinigten Staaten unterrichtete sie am Instituto Internacional Spanisch für Amerikaner. 1972 erhielt sie ein weiteres Stipendium der Juan March Foundation for Children's Literature.
Ab Mitte der 1970er Jahre erlangte sie durch ihre Beiträge zu verschiedenen Kindersendungen des Fernsehens, wie Un globo, dos globos, tres globos, La mansión de los Plaff und La cometa blanca, große Popularität als Kinderdichterin, die ihre sonstige dichterische Laufbahn in gewisser Weise in den Hintergrund treten ließ.  Auf dem Höhepunkt ihrer Popularität machten die Komiker von Martes y Trece eine Parodie eines Interviews mit ihr für das Silvester-Special 1986.
Fuertes starb 1998 an Lungenkrebs und wurde auf dem Südfriedhof von Madrid beigesetzt. In ihrem Testament vermachte sie ihr Vermögen von ca. 600 T€ dem Waisenhaus Ciudad de los muchachos. Im Jahr 2001 wurden ihre sterblichen Überreste auf den Friedhof Cementerio de La Paz in Alcobendas (Madrid) überführt.
Gloria Fuertes charakterisierte sich in ihren autobiografischen Gedichten als Dichterin, Liebhaberin und Kettenraucherin, als alleinstehend und einsam, als religiös und lesbisch, als Pazifistin und Feministin.
Ihre erste Liebe war Manolo, ein Freund, „der sich freiwillig für den Krieg meldete und nie zurückkehrte“ und den sie in dem Gedicht Carta de la eme als „Manolo mío: mi madrileño marchoso, maduro melocotón maleable“ beschrieb. Die Gedichte, die sie austauschten, legen nahe, dass sie auch zu Carlos Edmundo de Ory eine sehr enge Beziehung hatte. Ihre große Liebe aber war Phyllis Turnbull. Die Beziehung, die sie nicht verheimlichte, dauerte 15 Jahre bis zum Tod von Turnbull.

## Literarische Einordnung
Literarisch wird Fuertes zur Bewegung der Generación del 50 und dem  Postismo, den sie über de Ory kennenlernte, zugerechnet. Die Werke dieser Bewegung prangerten moralisch Themen Einsamkeit, Schmerz, soziale Ungerechtigkeit, Liebe, Gott und Tod an. Fuertes wird nachgesagt, dass sie besser als viele andere damit die Menschen erreichen konnte. Sie äußerte dazu, dass „Dichter, bevor sie die Silben zählen, erzählen müssen, was passiert“.  Sie öffnete den poetischen Raum für die Anliegen derjenigen, die sonst keine Stimme hatten: Frauen, Arbeiter und Arme. Sie forderte die Rechte der Frauen, angefangen mit dem Recht zu lesen, zu schreiben, zu arbeiten und Dichterin zu sein, und das in einer Zeit, in der die Frauen durch die frankistische patriarchalische Gesellschaft auf die häusliche Sphäre beschränkt wurden. Die Veröffentlichung von Tres reinas magas: Melchora, Gaspara y Baltasara im Jahr 1978, das heute als Klassiker der Kinderliteratur gilt, passt in diesen Rahmen. Als es Melchior, Caspar und Balthasar nicht möglich ist, nach Bethlehem zu gehen, treten ihre Frauen an ihre Stelle und spielen eine Hauptrolle in der Geschichte. Die Mütter sind denn ebenfalls „Königinnen“, denn die Väter sind in den Krieg gezogen, und jemand muss dem Stern folgen und das Kind mit seinen Gaben ehren.
In ihrem poetischen Werk gibt es keine klare Trennung zwischen Autobiografie und Fiktion. Mal schuf die Dichterin eine fiktive „Gloria“, der sie scheinbar reale, aber unwahre Daten zuschrieb, mal ließ sie autobiografische Informationen einfließen und erzählte von eigenen und fremden Erlebnissen, von denen einige gelegentlich von der Franco-Zensur verboten wurden.
Der Spanische Bürgerkrieg hat das Werk der Dichterin tief geprägt. Antikriegseinstellung und Protest gegen die Absurdität der Zivilisation sind in ihrer Poesie immer präsent. Sie selbst gab zu, dass sie „ohne die Tragödie des Krieges vielleicht nie Gedichte geschrieben hätte“.
Fuertes war die einzige Frau in der von José Batlló zusammengestellten Antología de la nueva poesía española, deren erste Ausgabe 1968 erschien. Auch Jaime Gil de Biedma wählte ihre Verse zusammen mit zeitgenössischen Dichtern wie Gabriel Celaya, José Agustín Goytisolo und José Hierro aus. Francisco Nieva hob ihren „Erfindungsreichtum von Bildern, von Wendungen und Klängen voller Qualität und Überraschung“ hervor. Gloria Fuertes ist eine neben Carmen Conde und Ángela Figuera eine der wenigen erhaltenen Stimmen der weiblichen spanischen Nachkriegslyrik.

## Auszeichnungen und Nachleben

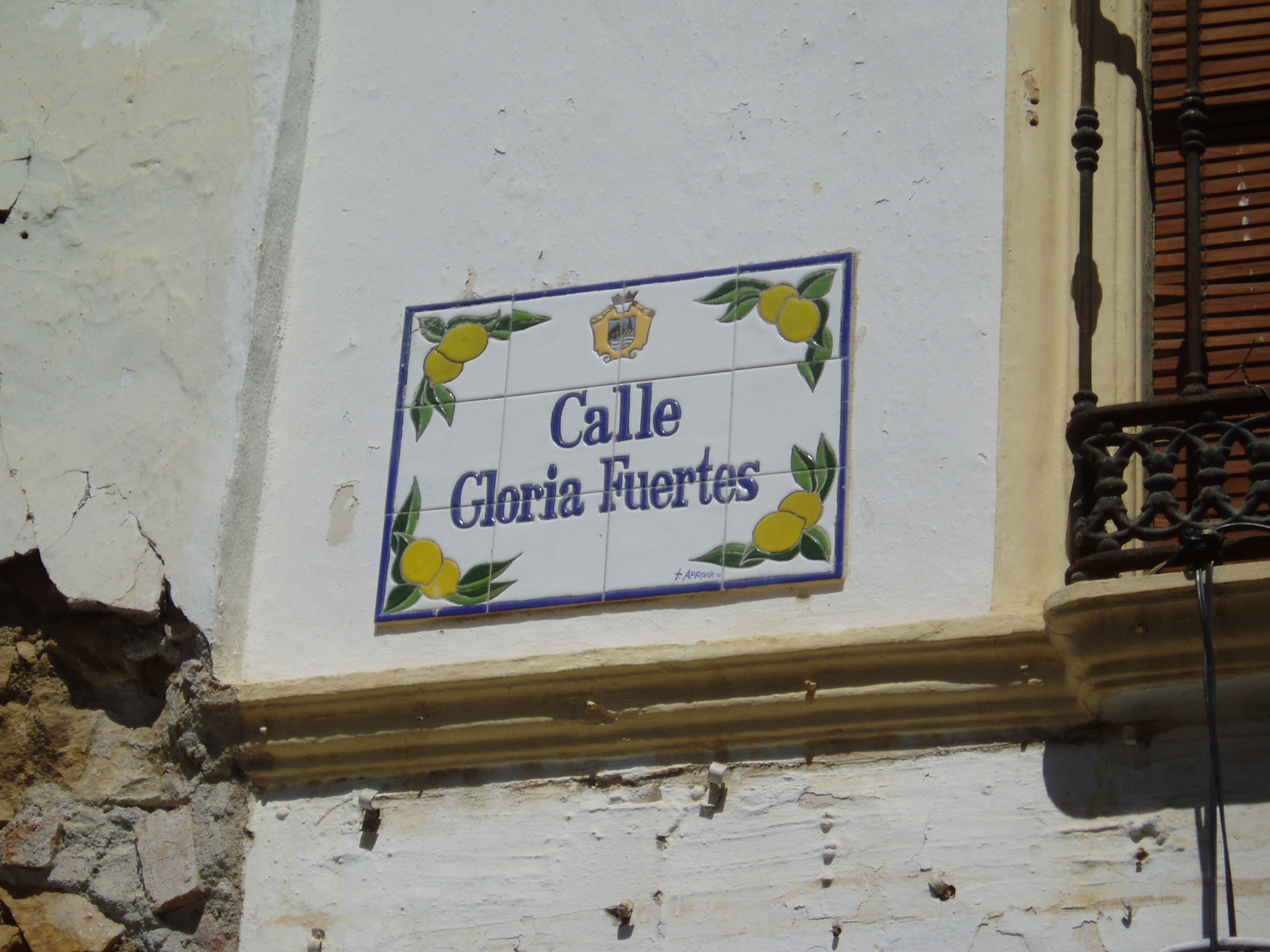
Placa de cerámica en Estepona.

Fuertes war regelmäßig Gegenstand wissenschaftlicher Studien.
Verschiedene spanische Gemeinden, darunter Madrid, Córdoba, Granada, Almería oder Gijón, haben ihr Gedenktafeln errichtet oder Straßen und Stadtgebiete nach ihr benannt.
Im Jahr 2000 wurde von der Schriftstellerin Luzmaría Jiménez Faro die Fundación Gloria Fuertes gegründet, die nach ihrem Tod ihre Urheberrechte verwaltete. 2015 verstarb Jiménez Faro und ihre Urheberrechte gingen an die Stiftung über.
Am 28. Juli 2016 gedachte Google des 99. Jahrestages von Fuertes Geburt mit einem Google Doodle auf seiner Homepage, das eine Darstellung der Schriftstellerin zeigt, die Kindern Geschichten erzählt. Im selben Jahr ehrte Norwegian Air Shuttle die Dichterin mit einem Porträt auf dem Seitenleitwerk eines ihrer Boeing 737-800-Flugzeuge.
Die Feierlichkeiten zum hundertsten Jahrestag ihrer Geburt im Jahr 2017 dienten auch dazu, ihre Rolle in der spanischen Nachkriegsdichtung über ihr Schaffen in der Kinderliteratur hinaus wieder in den Vordergrund zu rücken. Unter den Publikationen, die anlässlich des Jahrestags herauskamen, war El libro de Gloria Fuertes, eine Anthologie von über 300 ihrer Gedichte mit einer Biografie von Jorge de Cascante. Nórdica gab ebenfalls eine Anthologie ihrer Gedichte unter dem Titel Geografía humana y otros poemas: Antología poética,1950-2005 heraus. Im Teatro Fernán Gómez in Madrid fand die Ausstellung „Gloria Fuertes 1917-1998“ statt, die Leben und Werk anhand von Fotos, Gedichten, Dokumenten und anderen persönlichen Gegenständen zeigte.
Gloria Fuertes erhielt im Laufe ihrer Karriere eine Reihe von Preisen und Auszeichnungen.

## Werke (Auswahl)

### Kinderliteratur
Gedichte
- "Mal sueño" (1954)
- Ya ves que tontería (1948)
- Canciones para niños (1949)
- "Mal sueño" (1954)
- Villancicos (1956)
- Pirulí (1956)
- Cangura para todo (1968). Mit ehrenvoller Erwähnung beim Hans Christian Andersen Preis für Kinderliteratur.
- Don Pato y Don Pito (1970)
- Aurora, Brígida y Carlos (1970)
- La pájara pinta (1972)
- El hada acaramelada (1973)
- Candelita (1973)
- La gata chundarata y otros cuentos (1974)
- La oca loca (1977)
- El camello cojito (1978)
- El dragón tragón (1978)
- La momia tiene catarro (1978)
- Tres tigres con trigo (1979)
- Así soy yo (1980)
- Los meses (1980)
- Monto y Lío se meten en un lío (1980)
- La ardilla y su pandilla (1981)
- Monto y Lío se encuentran a su tío (1981)
- Monto y Lío se meten en el río (1981)
- El libro loco. De todo un poco (1981)
- El perro que no sabía ladrar (1983)
- Coleta la poeta (1982)
- El domador mordió al león (1982)
- Donosito el oso osado (1982)
- El abecedario de don Hilario (1983)
- Pío pío Lope, el pollito miope (1986)
- Trabalenguas para que se trabe tu lengua (1988)
- El cocinero distraído (1994)
- Versos fritos (1994)

Drama
- La princesa que quería ser pobre (1942)
- El chinito Chin-cha-té (1955)
- Petra, un señor pregunta por ti (1970)
- Las tres reinas magas (1978)
- El caserón de la loca (2010)

### Erwachsenenliteratur
- Isla ignorada. Musa nueva, Madrid 1950.
- Antología y poemas del suburbio. Lírica Hispana, Caracas 1954
- Aconsejo beber hilo. Arquero, Madrid 1954
- Todo asusta. Lírica Hispana, Caracas 1958.
- …Que estás en la tierra. Collioure, Barcelona 1962
- Ni tiro, ni veneno, ni navaja. Colección El Bardo, Barcelona 1965.
- Poeta de guardia. Colección El Bardo, Barcelona 1968
- Cómo atar los bigotes del tigre. Colección El Bardo, Barcelona 1969.
- Sola en la sala. Javalambre, Zaragoza 1973
- Cuando amas aprendes geografía. Curso Superior de Filología, Málaga 1973
- Obras incompletas. Cátedra, Madrid 1975
- Historia de Gloria: (amor, humor y desamor). Cátedra, Madrid 1980
- Mujer de verso en pecho. Cátedra, Madrid 1995
- Pecábamos como ángeles. Torremozas, Madrid 1997
- Glorierías. Torremozas, Madrid 1998
- Es difícil ser feliz una tarde. Torremozas, Madrid 2005
- El Rastro. Torremozas, Madrid 2006
- Se beben la luz. Torremozas, Madrid 2008
- Derecho de pasión. Cuadernos del Laberinto, Madrid 2008
- Los brazos desiertos. Torremozas, Madrid 2009
- Poemas prácticos más que teóricos. Torremozas, Madrid 2011
- Me crece la barba. Poemas para mayores y menores. Ediciones Reservoir Books, Barcelona 2017
- Geografía humana y otros poemas. Ediciones Nórdica, Madrid 2017